# Холл (округ, Небраска)
Холл (англ. Hall County) — округ в штате Небраска, США. Административный центр округа — город Гранд-Айленд. По данным переписи за 2010 год число жителей округа составляло 58 607 человек. Округ входит в метрополитенский статистический ареал Гранд-Айленд.
В системе автомобильных номеров Небраски округ Кастер имеет префикс 8.
В 1857 году небольшая группа поселенцев, в основном немцев, прибыли на территорию будущего округа Холл. Округ создан в 1858 году и назван в честь Огастеса Холла — первого судьи на этой территории. Железная дорога была проведена в 1866 году.

## Население
| Год переписи | Нас.  |  | %±     |
| ------------ | ----- |  | ------ |
| 1860         | 116   |  | —      |
| 1870         | 1057  |  | 811,2% |
| 1880         | 8572  |  | 711%   |
| 1890         | 16513 |  | 92,6%  |
| 1900         | 17206 |  | 4,2%   |
| 1910         | 20361 |  | 18,3%  |
| 1920         | 23720 |  | 16,5%  |
| 1930         | 27117 |  | 14,3%  |
| 1940         | 27523 |  | 1,5%   |
| 1950         | 32186 |  | 16,9%  |
| 1960         | 35757 |  | 11,1%  |
| 1970         | 42690 |  | 19,4%  |
| 1980         | 47690 |  | 11,7%  |
| 1990         | 48925 |  | 2,6%   |
| 2000         | 53534 |  | 9,4%   |
| 2010         | 58607 |  | 9,5%   |
| 2016         | 61705 |  | 5,3%   |

В 2010 году на территории округа проживало 58 607 человек (из них 50,0 % мужчин и 50,0 % женщин), насчитывалось 22 196 домашних хозяйства и 14 778 семей. Расовый состав: белые — 82,6 %, афроамериканцы — 1,7 %, коренные американцы — 0,9 % и представители двух и более рас — 2,1 %. 23,3 % населения были латиноамериканцами.
Население округа по возрастному диапазону по данным переписи 2010 года распределилось следующим образом: 27,3 % — жители младше 18 лет, 3,5 % — между 18 и 21 годами, 55,8 % — от 21 до 65 лет и 13,4 % — в возрасте 65 лет и старше. Средний возраст населения — 35,8 лет. На каждые 100 женщин в Холле приходилось 99,9 мужчин, при этом на 100 совершеннолетних женщин приходилось уже 97,7 мужчин сопоставимого возраста.
Из 22 196 домашних хозяйств 66,6 % представляли собой семьи: 50,6 % совместно проживающих супружеских пар (21,7 % с детьми младше 18 лет); 10,9 % — женщины, проживающие без мужей и 5,0 % — мужчины, проживающие без жён. 33,4 % не имели семьи. В среднем домашнее хозяйство ведут 2,59 человека, а средний размер семьи — 3,16 человека. В одиночестве проживали 27,6 % населения, 10,8 % составляли одинокие пожилые люди (старше 65 лет).

## Экономика
В 2015 году из 46 331 трудоспособных жителей старше 16 лет имели работу 31 485 человек. В 2014 году медианный доход на семью оценивался в 58 069 $, на домашнее хозяйство — в 51 355 $. Доход на душу населения — 24 617 $. 12,2 % от всего числа семей в Холле и 14,8 % от всей численности населения находилось на момент переписи за чертой бедности.